# Copa da UEFA de 1984–85
A Copa da UEFA de 1984–85 foi a décima quarta edição da Copa da UEFA, vencida pelo Real Madrid em vitória sobre o Videoton no conjunto (3–0 e 0–1) O Ajax Amsterdam aplicou a maior goleada da competição, ao fazer 14–0 no FA Red Boys Differdange.

## Primeira fase
| Equipe 1                   | Total  | Equipe 2                  | 1.º jogo     | 2.º jogo          |
| -------------------------- | ------ | ------------------------- | ------------ | ----------------- |
| Köln                       | 3–1    | Pogoń Szczecin            | 2–1 (Report) | 1–0 (Report)      |
| AIK Fotboll                | 1–3    | Dundee United             | 1–0 (Report) | 0–3 (Report)      |
| AS Monaco FC               | 3–4    | PFC CSKA Sofia            | 2–2 (Report) | 1–2 (Report)      |
| Bohemian F.C.              | 3–4    | Rangers                   | 3–2 (Report) | 0–2 (Report)      |
| Dinamo Minsk               | 10–0   | HJK Helsinki              | 4–0 (Report) | 6–0 (Report)      |
| FA Red Boys Differdange    | 0–14   | Ajax Amsterdam            | 0–0 (Report) | 0–14 (Report)     |
| FC Bohemians Praha         | 8–3    | Apollon Limassol          | 6–1 (Report) | 2–2 (Report)      |
| FC Sion                    | 4–2    | Atlético Madrid           | 1–0 (Report) | 3–2 (Report)      |
| FC Sliven                  | 2–5    | FK Željezničar            | 1–0 (Report) | 1–5 (Report)      |
| FC Vorwärts Frankfurt      | 2–3    | PSV                       | 2–0 (Report) | 0–3 (Report)      |
| Fenerbahçe SK              | 0–3    | Fiorentina                | 0–1 (Report) | 0–2 (Report)      |
| Dukla Banská Bystrica      | 3–7    | Borussia Monchengladbach  | 2–3 (Report) | 1–4 (Report)      |
| Glentoran FC               | 1–3    | Standard Liège            | 1–1 (Report) | 0–2 (Report)      |
| KR                         | 0–7    | Queens Park Rangers F.C.  | 0–3 (Report) | 0–4 (Report)      |
| Lokomotive Leipzig         | 7–3    | Lillestrøm S.K.           | 7–0 (Report) | 0–3 (Report)      |
| Manchester United          | 5–2    | Győri ETO FC              | 3–0 (Report) | 2–2 (Report)      |
| Nottingham Forest F.C.     | 0–1    | Club Brugge               | 0–0 (Report) | 0–1 (Report)      |
| Odense BK                  | 2–7    | FC Spartak Moscow         | 1–5 (Report) | 1–2 (Report)      |
| Olympiacos                 | 3–2    | Neuchâtel Xamax           | 1–0 (Report) | 2–2 (Report)      |
| Osters IF                  | 0–2    | LASK Linz                 | 0–1 (Report) | 0–1 (Report)      |
| Paris Saint-Germain F.C.   | 6–2    | Heart of Midlothian F.C.  | 4–0 (Report) | 2–2 (Report)      |
| R.S.C. Anderlecht          | (a)2–2 | Werder Bremen             | 1–0 (Report) | 1–2 (Report)      |
| Rabat Ajax                 | 0–4    | FK Partizan               | 0–2 (Report) | 0–2 (Report)      |
| Real Betis                 | 1–1(p) | FC Universitatea Craiova  | 1–0 (Report) | 0–1 (Report)      |
| Real Madrid                | 5–2    | FC Wacker Innsbruck       | 5–0 (Report) | 0–2 (Report)      |
| Real Valladolid            | 2–4    | NK Rijeka                 | 1–0 (Report) | 1–4 (Report)      |
| S.C Braga                  | 0–9    | Tottenham Hotspur F.C.    | 0–3 (Report) | 0–6 (Report)      |
| Southampton F.C.           | 0–2    | Hamburger SV              | 0–0 (Report) | 0–2 (Report)      |
| Sporting Clube de Portugal | 4–2    | AJ Auxerre                | 2–0 (Report) | 2–2(aet) (Report) |
| Sportul Studenţesc         | 1–2    | Internazionale            | 1–0 (Report) | 0–2 (Report)      |
| Videoton                   | 1–0    | Dukla Praga               | 1–0 (Report) | 0–0 (Report)      |
| Widzew Łódź                | 2–1    | Aarhus Gymnastik Forening | 2–0 (Report) | 0–1 (Report)      |

## Segunda fase
| Equipe 1                   | Total  | Equipe 2               | 1.º jogo     | 2.º jogo          |
| -------------------------- | ------ | ---------------------- | ------------ | ----------------- |
| Fiorentina                 | 3–7    | R.S.C. Anderlecht      | 1–1 (Report) | 2–6 (Report)      |
| Ajax Amsterdam             | 1–1(p) | FC Bohemians Praha     | 1–0 (Report) | 0–1 (Report)      |
| Borussia Monchengladbach   | 3–3(a) | Widzew Łódź            | 3–2 (Report) | 0–1 (Report)      |
| Club Brugge                | 2–4    | Tottenham Hotspur F.C. | 2–1 (Report) | 0–3 (Report)      |
| FC Universitatea Craiova   | 2–0    | Olympiacos             | 1–0 (Report) | 1–0 (Report)      |
| FK Željezničar             | 3–2    | FC Sion                | 2–1 (Report) | 1–1 (Report)      |
| Hamburger SV               | 6–1    | PFC CSKA Sofia         | 4–0 (Report) | 2–1 (Report)      |
| Internazionale             | 4–3    | Rangers                | 3–0 (Report) | 1–3 (Report)      |
| LASK Linz                  | 2–7    | Dundee United          | 1–2 (Report) | 1–5 (Report)      |
| Lokomotive Leipzig         | 1–3    | FC Spartak Moscow      | 1–1 (Report) | 0–2 (Report)      |
| NK Rijeka                  | 3–4    | Real Madrid            | 3–1 (Report) | 0–3 (Report)      |
| Paris Saint-Germain F.C.   | 2–5    | Videoton               | 2–4 (Report) | 0–1 (Report)      |
| PSV                        | 0–1    | Manchester United      | 0–0 (Report) | 0–1(aet) (Report) |
| Queens Park Rangers F.C.   | 6–6(a) | FK Partizan            | 6–2 (Report) | 0–4 (Report)      |
| Sporting Clube de Portugal | 2–2(p) | Dinamo Minsk           | 2–0 (Report) | 0–2 (Report)      |
| Standard Liège             | 1–4    | Köln                   | 0–2 (Report) | 1–2 (Report)      |

## Terceira fase
| Equipe 1                 | Total  | Equipe 2           | 1.º jogo     | 2.º jogo     |
| ------------------------ | ------ | ------------------ | ------------ | ------------ |
| FC Spartak Moscow        | 1–2    | Köln               | 1–0 (Report) | 0–2 (Report) |
| FC Universitatea Craiova | 2–4    | FK Željezničar     | 2–0 (Report) | 0–4 (Report) |
| Hamburger SV             | 2–2(a) | Internazionale     | 2–1 (Report) | 0–1 (Report) |
| Manchester United        | 5–4    | Dundee United      | 2–2 (Report) | 3–2 (Report) |
| R.S.C. Anderlecht        | 4–6    | Real Madrid        | 3–0 (Report) | 1–6 (Report) |
| Tottenham Hotspur F.C.   | 3–1    | FC Bohemians Praha | 2–0 (Report) | 1–1 (Report) |
| Videoton                 | 5–2    | FK Partizan        | 5–0 (Report) | 0–2 (Report) |
| Widzew Łódź              | 1–2    | Dinamo Minsk       | 0–2 (Report) | 1–0 (Report) |

## Quartas-de-final
| Equipe 1               | Total  | Equipe 2     | 1.º jogo     | 2.º jogo     |
| ---------------------- | ------ | ------------ | ------------ | ------------ |
| FK Željezničar         | 3–1    | Dinamo Minsk | 2–0 (Report  | 1–1 (Report) |
| Internazionale         | 4–1    | Köln         | 1–0 (Report) | 3–1 (Report) |
| Manchester United      | 1–1(p) | Videoton     | 1–0 (Report) | 0–1 (Report) |
| Tottenham Hotspur F.C. | 0–1    | Real Madrid  | 0–1 (Report) | 0–0 (Report) |

## Semifinais
| Equipe 1       | Total | Equipe 2       | 1.º jogo     | 2.º jogo     |
| -------------- | ----- | -------------- | ------------ | ------------ |
| Internazionale | 2–3   | Real Madrid    | 2–0 (Report) | 0–3 (Report) |
| Videoton       | 4–3   | FK Željezničar | 3–1 (Report) | 1–2 (Report) |

## Final
| Equipe 1 | Total | Equipe 2    | 1.º jogo     | 2.º jogo     |
| -------- | ----- | ----------- | ------------ | ------------ |
| Videoton | 1–3   | Real Madrid | 0–3 (Report) | 1–0 (Report) |